# Тихаяакасака
Тихаяакасака (яп. 千早赤阪村 Тихаяакасака-мура) — село в Японии, находящееся в уезде Минамикавати префектуры Осака. Площадь села составляет 37,38 км², население — 5556 человек (1 августа 2014), плотность населения — 148,64 чел./км².

## Географическое положение
Село расположено на острове Хонсю в префектуре Осака региона Кинки. С ним граничат города Тондабаяси, Каватинагано, Годзё, Госе и посёлок Канан.

## Население
Население села составляет 5556 человек (1 августа 2014), а плотность — 148,64 чел./км². Изменение численности населения с 1980 по 2005 годы:
| 1980 | 7288 чел. |  |
| 1985 | 7697 чел. |  |
| 1990 | 7617 чел. |  |
| 1995 | 7459 чел. |  |
| 2000 | 6968 чел. |  |
| 2005 | 6538 чел. |  |

## Символика
Деревом села считается камфорное дерево, цветком — Lilium auratum.